# Dhankul
Dhankul (Hindi धनकुल), auch dhankul dandi („Bogen-Tontopf Stab“), ist ein seltener Musikbogen im Süden des indischen Bundesstaates Chhattisgarh und dort konzentriert auf den Distrikt Bastar. Das Verbreitungsgebiet liegt im Zentrum der historischen bewaldeten Hügellandschaft Dandakaranya. Die Saite des dhankul wird durch einen auf dem Boden stehenden Tontopf als Resonanzkörper verstärkt. Der bis zu zwei Meter lange gebogene Saitenträger ist im mittleren Bereich geriffelt und dient zugleich als Schrapinstrument. Der dhankul wird ausschließlich von Adivasi-Frauen der Halba-Gemeinschaft als Rhythmusinstrument zur Begleitung eines religiösen Rituals verwendet, bei dem die Sängerinnen (gurumai) das mündlich überlieferte Epos Tija Jagar, das auch Dhankul genannt wird, vortragen. Die Aufführung hat einen freudigen, unterhaltenden Charakter. Zugleich wird mit den dhankul geet („Bogen-Topf Lied“) die Göttin Danteshvari (Shakti) angerufen.

## Herkunft und Verbreitung

### Musikbogen

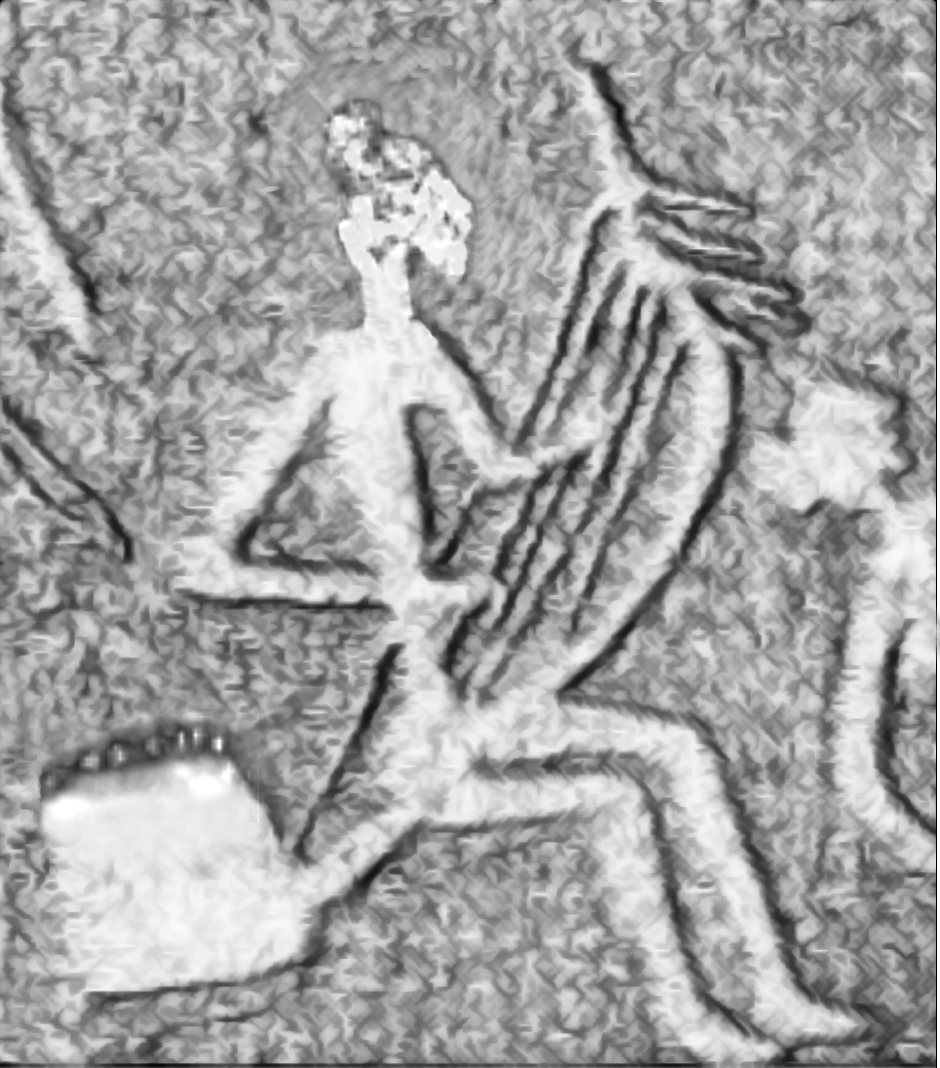
Musiker mit einem fünfsaitigen Musikbogen oder der Vorform einer Bogenharfe auf einer bronzezeitlichen Felszeichnung in der Nimbu-Bhoj-Höhle bei Pachmarhi. Als Resonator dient ein rechteckiger Kasten am unteren Ende. Bei einer indischen Bogenharfe wäre dies die typische Spielhaltung mit den Saiten zum Körper.

Die entwicklungsgeschichtlich ältesten Saiteninstrumente sind der ortsfeste Erdbogen und der tragbare Musikbogen, die beide – als Tierfalle bzw. als Jagdbogen – im Zusammenhang mit der Jagd stehen. Aus dem 4./3. Jahrtausend v. Chr. stammen Felszeichnungen in Hodschikent nahe der usbekischen Hauptstadt Taschkent. Eine der offenbar zu einem Ritual versammelten weiblichen Figuren scheint einen Musikbogen in den Händen zu halten. In dieser Stufe der Kupfersteinzeit war der Musikbogen auch in Europa und in Nordafrika bekannt. In den Felsgrotten von Bhimbetka in Zentralindien blieben Malereien mit Jagdszenen ab dem Mesolithikum (vor 5000 v. Chr.) erhalten. In einer Gruppe von Tänzern ist eine Figur mit einer Sanduhrtrommel erkennbar, die mit Musikbögen und Bogenharfen zu den ältesten Darstellungen von Musikinstrumenten in Indien gehört. In der rund 100 Kilometer südöstlich von Bhimbetka bei Pachmarhi gelegenen Nimbu-Bhoj-Höhle zeigt eine bronzezeitliche Felsmalerei eine hockende Figur mit einem fünfsaitigen Musikbogen, dessen Saitenträger am unteren Ende mit einem rechteckigen Resonanzkörper verbunden ist. Während die Anordnung von gebogenem Saitenträger und Resonanzkörper prinzipiell einem heutigen dhankul entspricht, ist ein solches Saiteninstrument ansonsten unbekannt. Offenbar sollte eine fünfsaitige Bogenharfe dargestellt werden, bei der jedoch der Resonanzkörper untrennbar in den unteren Teil des gebogenen Saitenträgers integriert ist. Im Unterschied dazu ist bei Musikbögen der Resonanzkörper konstruktiv vom Saitenträger getrennt und üblicherweise seitlich nahe an einem Ende oder im mittleren Bereich des Saitenträgers angebracht.
Der Musikbogen ist das älteste indische Saiteninstrument, das bereits in altindischer Zeit durch die Bogenharfe ersetzt wurde. Diese erscheint bis zum 3. Jahrhundert als einziges Saiteninstrument auf Abbildungen (Reliefs an buddhistischen Stupas) und verschwindet in der zweiten Hälfte des 1. Jahrtausends aus Nordindien. Die Form der nordindischen Bogenharfe blieb als saung gauk in Myanmar erhalten. In Südindien war die Bogenharfe yazh noch bis ins 12. Jahrhundert in Gebrauch. Seit etwa dem 3. Jahrhundert traten in Nordindien die ersten Lauteninstrumente auf und als weitere, heute bedeutende Instrumentengruppe ab dem 5. Jahrhundert die ebenfalls auf den Musikbogen zurückgehenden Stabzithern. In den vedischen Texten war vina der Oberbegriff für die unterschiedlichen, im Verlauf der Zeit bevorzugten Saiteninstrumente. Nur Namenszusätze oder der Kontext lassen auf ihre Form oder kultische Verwendung schließen. Vina genannte Langhalslauten und Stabzithern gehören heute generell zur klassischen indischen Musik.
Neben den heute zum klassischen Instrumentarium gezählten Musikinstrumenten werden in den altindischen Schriften auch Namen von verschwunden oder in die regionale Volksmusik übergegangenen Instrumenten erwähnt. So ist im Epos Mahabharata (bis zum 4. Jahrhundert n. Chr. abgeschlossen) von vina spielenden Gandharvas (musizierende Geistwesen in der himmlischen Sphäre der Götter), Kinnaras (himmlische Mischwesen) und ähnlich begabten singenden Wesen die Rede. Das dort tumba vina („Kalebassen-vina“) genannte Saiteninstrument könnte sich auf eine Bogenharfe mit Kalebassenresonator an einem Ende oder um eine Stabzither mit einer Kalebassenhalbschale bezogen haben. Am Felsrelief „Herabkunft der Ganga“ in Mamallapuram aus dem 7. Jahrhundert ist erstmals ein Kinnara abgebildet, der eine Stabzither mit einer Kalebassenhalbschale am Ende des Saitenträgerstabs quer vor seiner Brust hält.
Eine solche Stabzither lebt heute nur noch in abgelegenen Gegenden von Odisha unter dem Namen tuila in der Volksmusik fort. Die wegen ihren Spieltechnik nur von Männern eingesetzte tuila gilt als alte und unmittelbare Entwicklung aus dem Jagdbogen. Aus dem 1. Jahrtausend sind in Indien weitere Darstellungen dieser frühen Stabzither bekannt. Verwandte Stabzithern in Indien gibt es heute noch mit den Namen bhuang bei den Santal in Odisha und sodi burra bei den Yerukala in Andhra Pradesh. Die bhuang besteht aus einem langen Bambusrohr, an dessen Enden in Bohrungen rechtwinklig dünnere Holzstäbe eingesteckt sind. Durch eine gewisse Elastizität der Stäbe wird die an ihren Spitzen festgebundene Hanfsaite in Spannung gehalten, weshalb die bhuang einem Musikbogen am nächsten steht. Für die Resonanz sorgt eine große, in der Mitte befestigte Kalebasse oder ein geflochtener Bambuskorb, der an der Unterseite offen und mit Papier umwickelt ist. Die bhuang wird nur von Männern zur Begleitung des gleichnamigen Männertanzes verwendet, um beim Jahresfest Vijaya Dashami (entspricht Durga Puja) einen rhythmischen Bordunton zu zupfen. Die Stabzither sodi burra ist eine entsprechende Konstruktion, wobei die Saite in geringerem Abstand über dem Bambusrohr verläuft. Zu den zahlreichen Weiterentwicklungen von Stabzithern gehören die bis ins 19. Jahrhundert in der klassischen Musik und heute regional vereinzelt in der Volksmusik gespielte kinnari vina und die namentlich seit dem 15. Jahrhundert bekannte jantar mit zwei Kalebassenresonatoren, die heute in der Volksmusik von Rajasthan verwendet wird. Ein möglicherweise heute gänzlich verschwundenes Relikt der altindischen Bogenharfe ist die bin-baja, die von einer Adivasi-Gruppe in einer abgelegenen Region von Madhya Pradesh zur Begtleitung epischer Lieder verwendet wurde.
Musikbögen kommen in Indien sehr selten in regionalen Volkstraditionen vor. In einigen Regionen in den südindischen Bundesstaaten Kerala und Tamil Nadu wird der Musikbogen villadi vadyam („Bogen-Musikinstrument“) zur Begleitung der Volksliedgattung Villu pattu („Bogen-Lied“) verwendet. Der villadi vadyam besteht aus einem zwei bis vier Meter langen, annähernd geraden Pflanzenrohr (Bambusrohr), das zur Klangverstärkung mittig auf einen umgedrehten großen Tontopf gelegt wird. Die aus einem Bambusstreifen bestehende Saite wird mit zwei Holzstöcken rhythmisch angeschlagen. Chris A. Gregory (2004) bemerkt zu den Unterschieden der zentralindischen und südindischen Musikbogentradition, dass der südindische Musikbogen mit der Saite nach oben gespielt wird, der leitende Sänger (traditionell) stets ein erwachsener Mann ist und die Villu pattu von Tod und den jenseitigen Ahnen handeln, während den zentralindischen Bogen dhankul Frauen mit der Saite nach unten spielen, Frauen singen und Geburt und Leben die zentralen Inhalte der Gesänge bilden.
Ein mit rund 80 Zentimetern kurzer Musikbogen namens onavillu wird in Kerala zur Begleitung von Erntedankliedern (onapattu) mit einem Stöckchen auf den Bambusstreifen geschlagen. Der Saitenträger besteht aus der breiten Blattrippe einer Palmyrapalme oder Kokosnusspalme.

### Schrapinstrument

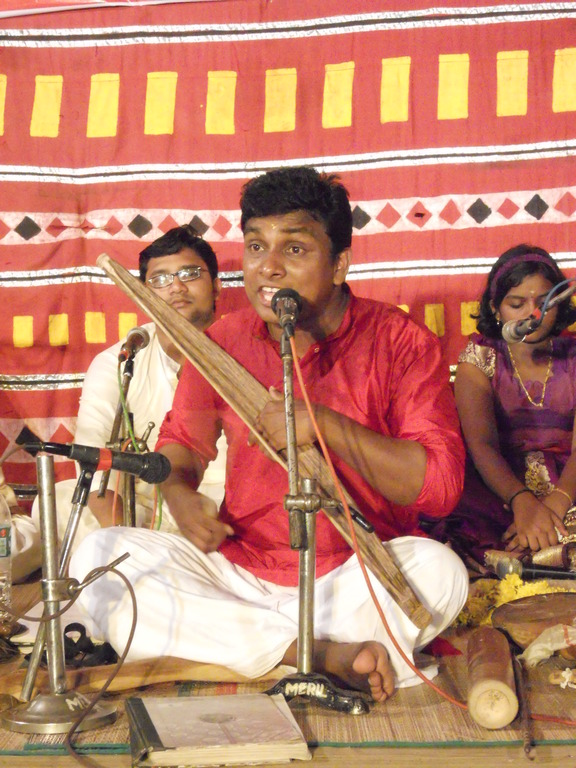
Onavillu bei einem Konzert mit Volksmusik in Kerala, 2011

Instrumentenkundlich sind onavillu und villadi vadyam Saiteninstrumente, weil der Bambusstreifen nur unter Spannung den gewünschten Klang produziert, dennoch zählt sie B. C. Deva (1978) in seiner Klassifizierung indischer Musikinstrumente, weil sie angeschlagen werden, (fälschlich) zu den Idiophonen (ghana vadya) und bevorzugt die Bezeichnung villukottu („Bogen-Perkussion“). Durch die am Stab des langen Musikbogens villadi vadyam angehängte Reihe von Schellen, die beim Anschlagen der Saite erklingen, gehört dieses Rhythmusinstrument in beide Instrumentenkategorien. Auch damit steht der villadi vadyam in einer engen Beziehung zum dhankul.
Idiophone werden in Indien mit wenigen Ausnahmen (jaltarang) nicht als Melodie-, sondern als Rhythmusinstrumente ohne bestimmte Tonhöhe eingesetzt. Die zweite Verwendung des dhankul als Schrapinstrument führt noch weiter in der geschichtlichen Entwicklung zu den idiophonen Schlag- und Geräuschinstrumenten als den ältesten klanglichen Ausdrucksformen zurück: zu geschlagenen Bambusröhren als Schlagbalken oder Gegenschlagstäben und zu geräuschhaft geschrapten Gegenständen mit einer quergerieften Oberfläche. Schrapinstrumente (zunächst als geriffelte Knochen) werden seit prähistorischen Zeiten mit rituellen Handlungen in Verbindung gebracht.
Derart einfachste und älteste Geräuschinstrumente blieben in isolierten Kulturen in Indien bis heute erhalten. So benutzt etwa die Adivasi-Gruppe Saora (Savara) in Odisha bei Hochzeitsritualen einen doddu rajan genannten Schraper, der ursprünglich auch zum Feuermachen durch Reibung verwendet wurde. Der doddu rajan besteht aus einer längs geschlitzten und geriffelten Bambusröhre. Die zu den Particularly Vulnerable Tribal Groups (PTGs) gezählten Saora leben überwiegend von Wanderfeldbau. Sie verwenden auch eine einfache, der jantar von Rajasthan entsprechende Stabzither jantarungrai mit zwei Kalebassen. Die in den Bergwäldern von Kerala lebende Adivasi-Gruppe Palayan benutzt den Schraper kokkara für Besessenheitsrituale. Dieser Schraper bestand früher aus einem Bambusrohr und wird heute aus einem zu einer Röhre gebogenen Eisenblech gefertigt, dessen am Zusammentreffen der Längskanten geriffelte Oberfläche mit einem Nagel gestrichen wird.
In altindischen Darstellungen finden sich Schraper auf einer buddhistischen Felsmalerei aus dem 6. Jahrhundert in Ajanta (Höhle 17). Am Kailasanatha-Tempel in Kanchipuram, der um 700 n. Chr. unter den Pallavas gebaut wurde, hält einer der beiden auf dem Sandsteinrelief dargestellten Ganas eine kurze senkrechte Röhre senkrecht vor der Brust und mit der rechten Hand führt er einen kleinen gebogenen Stab darüber. Es ist unklar, ob er damit in einer Auf-und-ab-Bewegung über einen Schraper streicht oder ob er quer mit einem winzigen Bogen über die früheste Form eines indischen Streichinstruments (namentlich ravanahattha) gleitet oder ob er eine einsaitige Bambusröhrenzither schlägt. Ein Relief am Arkeshvara-Tempel im Dorf Hole Alur, Distrikt Chamarajanagar in Karnataka, aus dem 10. Jahrhundert zeigt erkennbar einen Schraper spielenden Gana. Eine besonders schöne Darstellung eines Schrapinstruments befindet sich am Chennakeshava-Tempel in Belur aus dem 12. Jahrhundert. Der Schraper ist figürlich mit einem Kobrakopf an einem Ende gestaltet und wird mit dem Namen kirikittaka in der im 13. Jahrhundert verfassten Musiktheorie Sangitaratnakara in Verbindung gebracht. Im Sangitaratnakara wird außerdem der Name shuktivadya genannt („Muschel-Instrument“, weil vormals die raue Oberfläche von Muschelschalen geschrapt wurde). Darunter wurde eine bis 120 Zentimeter lange Metallröhre verstanden, über deren Kerben der Spieler mit einem Metallstab (kona) strich. Im Volk war die von Hindu-Asketen verwendete Röhre als rudravallabha (aus Rudra und Vallabha) bekannt.
Typisch für die prähistorischen, an südindischen Tempeln abgebildeten und in der tribalen Volksmusik verwendeten Schrapinstrumente ist auch der regional in Andhra Pradesh vorkommende ruga braia, der aus einer rund 50 Zentimeter langen Bambusröhre mit einem Durchmesser von 5 Zentimetern besteht. Die Röhre ist längs geschlitzt und entlang der Schlitzkanten gekerbt. Beim entsprechenden ragadbrajan wird eine Kalebasse, die ansonsten als Wassergefäß dient, zur Resonanzverstärkung angebracht. Im Norden von Chhattisgarh, im Distrikt Surguja, gehört ein kercho genannter Schraper zu den selten gewordenen Musikinstrumenten. Der kercho besteht aus einem rund 50 Zentimeter langen gekerbten Holzstab, der wie beim dhankul mit einem Bambusbesen angerieben wird. Schrapinstrumente dienen in Indien zur Begleitung von Tänzen und religiösen Ritualen.

## Bauform

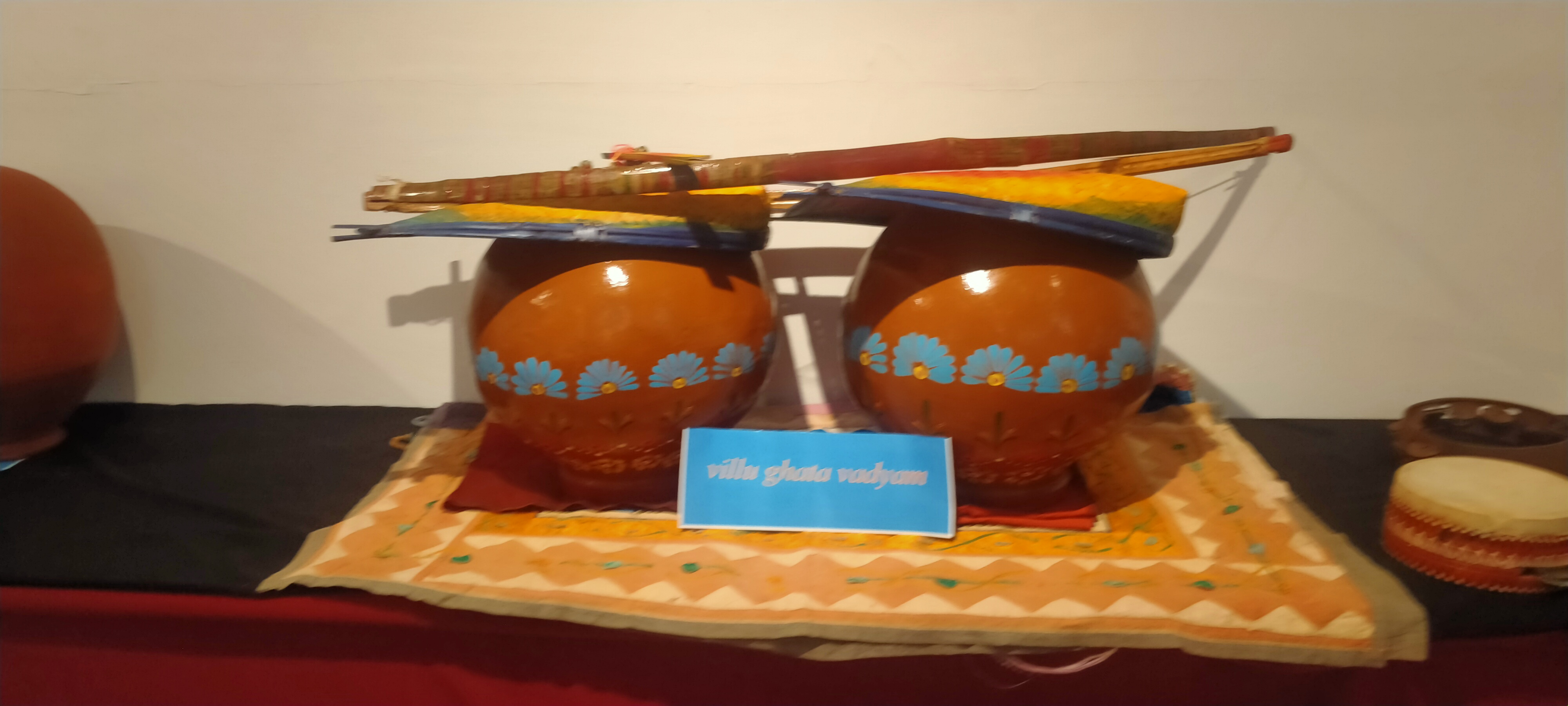
Ein Musikinstrument in einem Museum in Hyderabad, das als villu ghana vadyam bezeichnet ist. Villu „(Musik-)Bogen“ (Saiteninstrument), ghana „fest“ (Idiophon), vadyam „Musikinstrument“. Die Bestandteile entsprechen denen des dhankul.

Der Name dhankul setzt sich in der Regionalsprache Halbi und in anderen nordindischen Sprachen aus den Bestandteilen des Musikbogens zusammen: dhan, „Bogen“, und kul, „(Ton-)Topf“. Das hinzugefügte dandi bezeichnet in Nordindien allgemein einen Stab und im Besonderen perkussiv gegeneinander geschlagene Holz- oder Bambusstäbe und den festen oder röhrenförmigen Saitenträger von Stabzithern, auch den Hals von Langhalslauten wie der Sarasvati vina. Der Ausdruck dhankul dandi bezieht sich auf den Bogenstab oder grenzt das Musikinstrument vom gleichnamigen Epos Dhankul ab.
Der dhankul ist eine lose Kombination verschiedener Alltagsgegenstände. Außer dem dandi, der einem Jagdbogen entspricht und vielleicht noch zum Schießen auf Vögel dient, werden die übrigen Gegenstände im Haushalt und in der Landwirtschaft verwendet und für diese Zwecke nach dem Ende des Spiels wieder separiert. Ein großer rundbauchiger Tontopf (ghumra handi) wird auf dem Boden platziert und dessen Öffnung mit einem flachen Korb (dhakan supa) abgedeckt. Auf einem harten Erdboden benötigt der Topf einen untergelegten Strohring (anyara oder bendri), damit er aufrecht stehenbleibt und die Resonanzschwingungen weniger gedämpft werden. Der Korb ist eine schaufelförmige geflochtene Matte, die ansonsten als Unterlage zum Abwiegen oder Umfüllen von Getreidekörnern und zum Worfeln dient. Der bis zu zwei Meter lange Bogenstab besteht aus einem flachen elastischen Streifen eines Bambusrohrs, der unter der Spannung einer Saite (jhikan dori) aus Pflanzenfasern gebogen ist. Die auf einem niedrigen Schemel (maci) hockende Musikerin positioniert den Bogen mit der nach unten gerichteten Saite mit einer Spitze auf der Mitte des Korbs, der wie bei einer Zupftrommel als Membran fungiert und die Schwingungen des Bogens und der Saite an den Tontopf weiterleitet. Mit dem anderen Ende ruht der Bogen hinter ihr auf dem Boden. Sie fixiert den Bogen etwa in der Mitte an der höchsten Stelle durch ihr übergelegtes linkes Bein in der Kniekehle. Indem die Musikerin ihr Bein in der Höhe bewegt, kann sie die Saitenspannung und damit die Tonhöhe der Saite verändern. Damit hat sie beide Arme frei, um mit der linken Hand die Saite zu zupfen und mit einem dünnen Holzstab (Bambusstreifen) in der rechten Hand im mittleren Bereich entlang der geriffelten rechten Seite des Bogens zu streichen. Meist wird der Stab durch ein besenartig geschlitztes Bambusstück (chirani kari) ersetzt. Diese Schlagrute ist mit der Bambusschlaggabel toka verwandt.

## Spielweise und kulturelle Bedeutung

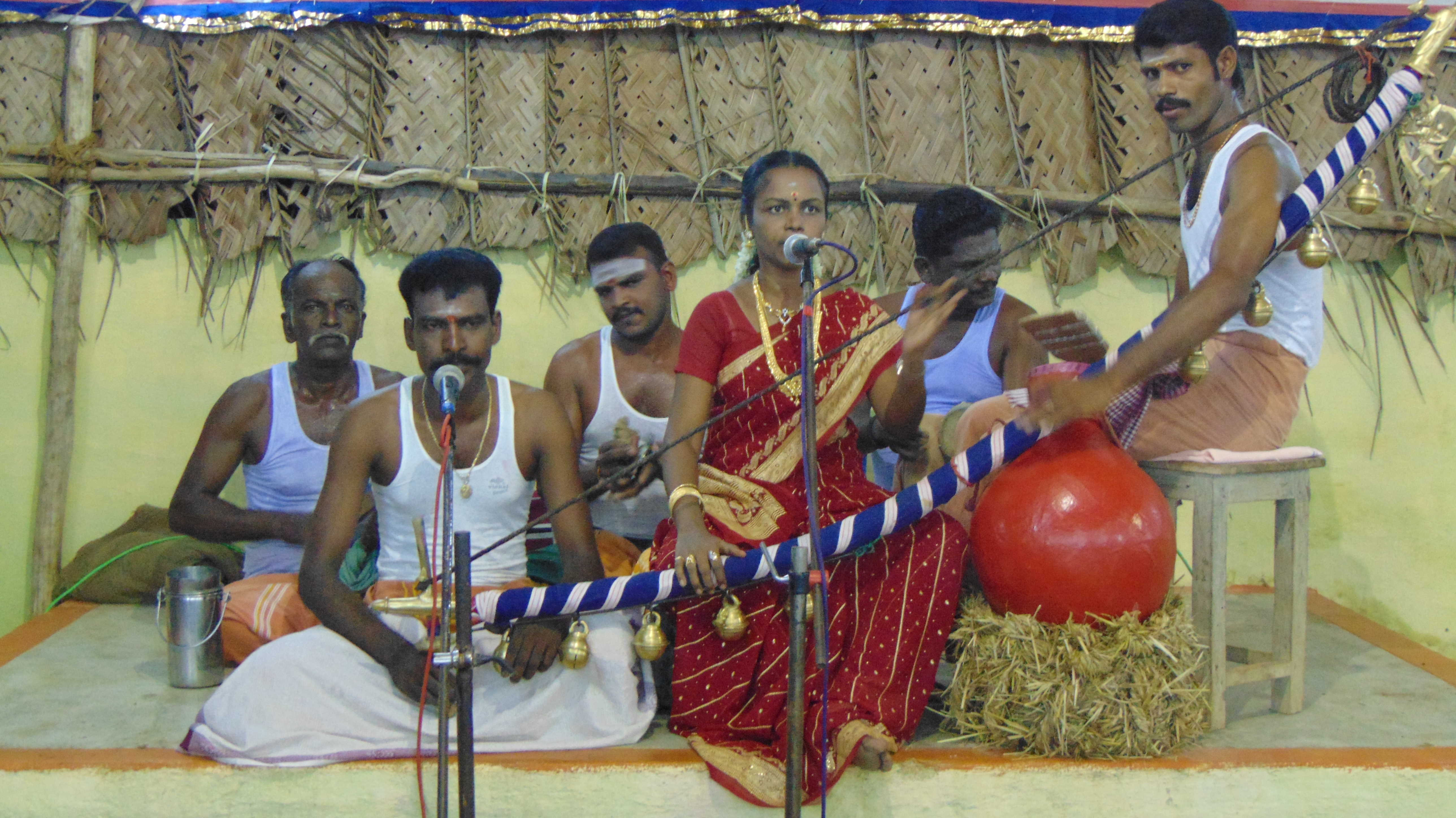
Villu pattu-Aufführung im Distrikt Tirunelveli, Tamil Nadu. Der mit Schellen behängte Bogen ruht zur Resonanzverstärkung auf einem Tontopf mit der Saite nach oben.

Regionale epische Erzähltraditionen kommen zahlreich in ganz Indien vor. Generell werden sie spezifischen Ausprägungen eines Volkshinduismus zugerechnet, der sich durch seine regionale Begrenztheit und die Zugehörigkeit zu einer ethnischen Gruppe der mittleren oder unteren Kasten von anderen Strömungen des Hinduismus unterscheidet. Die Frauen der Region Dandakaranya im südlichen Bundesstaat Chhattisgarh und in Odisha singen mehrere Gattungen epischer Lieder, darunter Tija Jagar während der Regenzeit (Sommermonate), Lachmi Jagar während der kalten Jahreszeit (Wintermonate) und Bali Jagar im Distrikt Nabarangpur von Odisha während der heißen Jahreszeit (Frühsommer, der Name ist mit „sand-bringendes Ritual“ zu übersetzen). Üblicherweise singen Frauen die epischen Lieder für ein überwiegend weibliches Publikum. Vereinzelt singen auch Männer, die nicht aufgrund einer gesellschaftlichen Tradition ausgeschlossen sind. Die epische Tradition Tija Jagar wird auch Dhankul genannt und ist innerhalb dieser Region auf die Halba-Gemeinschaft im Distrikt Bastar beschränkt, wo sie Aufführungen in ihrer nordindischen Sprache Halbi in den Dörfern um die Distrikthauptstadt Jagdalpur und in den Nachbardistrikten im Süden von Chhattisgarh Kondagaon, Narayanpur, Dantewada und Bijapur durchführen.
Die Aufführung des Tija Jagar-Epos kann je nach Sängerin und Gegend innerhalb von zwei Wochen oder zwei Monaten stattfinden, muss aber in jedem Fall am dritten (tij, daher der Name Tija) Tag des zunehmenden Mondes im Monat Bhadon (August/September, entspricht dem Monat Bhadra des hinduistischen Lunisolarkalenders) beendet sein. Allgemein wird das Epos innerhalb von etwa zehn (sieben bis elf) Tagen aufgeführt. Zu den Epen gehört eine Kosmogonie mit dem Sieg der Götter über die Dämonen. Allein die 30.939 Zeilen des Lachmi Jagar ergäben transkribiert rund 1000 Seiten Text. Während die Zuhörerinnen dem Lachmi Jagar ruhig und in eher trauriger Stimmung lauschen, ist die Tija Jagar-Aufführung ein fröhlicher Anlass mit reger Anteilnahme der Anwesenden, die gelegentlich von der Sängerin eine Unterbrechung fordern, während dieser sie ein kurzes humorvolles Lied in einem anderen Rhythmus einstreuen möge. Es kommt auch vor, dass eine der Zuhörerinnen für eine gewisse Zeit den Musikbogen spielt. Die dhankul geet genannten Gesänge gehören hauptsächlich zu den Ritualen, mit denen die Göttin Danteshvari (eine Form der Shakti) angerufen wird.
Die epischen Traditionen von Chhattisgarh untersuchte als erster der Ethnologe Verrier Elwin (1902–1964) in den 1930er und 1940er Jahren. Obwohl Elwin zwei Jahrzehnte überall in der Region Dandakaranya unterwegs war und allein elf Bände über Mythen, Erzählungen und Volkslieder publizierte, hinterließ er nur eine kurze Notiz über die epische Tradition der Frauen. Dies ist mit seiner Arbeitsweise zu erklären, denn er ließ sich stets die Erzählungen von älteren Männern des Dorfes (Oberhäupter oder Tempelpriester) übersetzen und erklären. Unter diesen Erzählungen waren höchstens verkürzte Fragmente aus den Epen der Frauen. Einen wesentlichen Beitrag speziell zur epischen Gesangstradition der Frauen in Bastar lieferten die Feldforschungen des australischen Anthropologen Chris A. Gregory ab den 1980er Jahren.
Den Hintergrund der Adivasi-Erzählungen bildet das altindische Epos Mahabharata, dessen Göttergestalten wie etwa Bhima zu Volkshelden mit magischen Kräften uminterpretiert werden. Einige Episoden und die Schöpfungsgeschichten gehen nicht auf das Mahabharata zurück, sondern sind lokale Volkserzählungen. Im Tija Jagar wird die Geschichte von Mahadev (Gott Shiva) und Parbati (Göttin Parvati) erzählt, die sich über sieben Generationen erstreckt und keinen geradlinigen Erzählstrang ergibt, der sich einfach zusammenfassen ließe. Höhepunkt der freudigen Erzählung ist die göttliche Hochzeit von Mahadev mit Bali Gaura im Wasser eines Sees. Als Mahadevs erste Frau Parbati von der Hochzeit erfährt, prügelt sie auf Bali Gaura ein und wirft sie aus dem Haus. Allein und ohne Nahrung herumziehend ertränkt sich Bali Gaura. Das mehrfach für die Handlung zentrale Element des Wassers lässt sich mit der Aufführung des Epos während der Regenzeit in Zusammenhang bringen.
Die drei genannten epischen Traditionen von Chhattisgarh werden üblicherweise von drei Frauen aufgeführt: der leitenden Sängerin path gurumai und zwei begleitenden Sängerinnen cheli gurumai. Eine gurumai ist allgemein eine Heilerin, die mit Göttern in Kontakt treten kann. Zu jeder Zeit sollten zwei Frauen singen und zugleich Musikbogen spielen, während die dritte Sängerin sich entweder ebenso beteiligt oder sich ausruht. Die leitende Sängerin ist üblicherweise eine ältere Frau, die bereits Enkel hat, während ihre Begleiterinnen Frauen mit bald erwachsenen Kindern sind. Jüngeren Frauen fehlt die viele Zeit, um die Erzählungen zu erlernen. Die wenigen beteiligten Männer werden gurubaba genannt. Auch wenn der Unterhaltungsaspekt bei der Tija Jagar-Aufführung im Vordergrund steht, ist es dennoch wie die anderen Epentraditionen ein religiöses Ritual, zu dem bestimmte Opferhandlungen gehören. Wie ernst die Aufführungen genommen werden, verdeutlicht die path gurumai beim Lachmi Jagar, die in einen Zustand der Besessenheit von der Figur gerät, von der ihre Erzählung handelt.
Die Frauen bekommen für ihre Auftritte kein Geld, erhalten aber am Ende Geschenke von den Auftraggebern. Tija Jagar-Aufführungen finden meist in einem kleinen Rahmen auf Veranlassung eines Haushalts oder einer Gemeinschaft im Dorf statt. Das Publikum besteht überwiegend aus Frauen.
Andere Musikinstrumente, die im Distrikt Bastar bei Ritualen gespielt werden, sind die Kegeloboe mohori, die kleine Bechertrommel tudbudi (turuburi), das Bechertrommelpaar nagara, die große Rahmentrommel dafla und die große Zylindertrommel dholak. Die von den Gond in Bastar gespielten Schlitztrommeln koturka (auch kotor oder tudra) haben ihr nächstes Verbreitungsgebiet in Südostasien. Die rund 40 Adivasi-Gruppen in Chhattisgarh pflegen zahlreiche weitere Gesangstraditionen für Jahresfeste und andere rituelle Anlässe.